# Bruant à épaulettes
Peucaea carpalis
Espèce
Statut de conservation UICN

 LC  : Préoccupation mineure
Le Bruant à épaulettes (Peucaea carpalis) est une espèce d'oiseaux de la famille des Passerellidae.

## Description
Le Bruant à épaulettes possède une face grise, une couronne et un supercilium roux. Les parties également rousses de son aile, desquelles il tire son nom, sont généralement dissimulées. Le dos est marron à rayures plus sombres, le ventre est gris pâle ; la queue est longue et brune et le bec est conique, à base jaune.

## Répartition et habitat
Le Bruant à épaulettes est un oiseau sédentaire habitant du sud de l'Arizona et du Guadalupe Canyon, au Nouveau-Mexique, à l'État du Sinaloa au Mexique. Il vit dans les prairies désertiques avec des mezquites et des cylindropuntia dispersés. On le trouve aussi dans des zones ripariennes à berges sablonneuses et pentes végétalisées, au bord de fossés d'irrigation broussailleux et de berges bordées de feuillus, de mezquites et d'herbes.

## Régime
Le régime alimentaire habituel est constitué de graines, mais en période de reproduction, les adultes se nourrissent d'insectes attrapés au vol ou glanés sur les plantes.

## Reproduction
Le Bruant à épaulettes se reproduit habituellement pendant les mois de mousson en juillet et août. Le nid est construit sur les bas niveaux de petits arbres, de broussailles ou de cactus. La nichée est d'ordinaire de quatre œufs ; le couple peut avoir deux couvées par an.